# Motorola 68012
Le processeur Motorola 68012 est un microprocesseur CISC 16/32 bits de la famille m68k de Motorola.
Le 68012 était fabriqué au milieu des années 1980. Il est très semblable au Motorola 68010, à l'exception de son bus d'adresse sur 31 bits un peu particulier : en effet, celui-ci dispose des signaux A0-A29 et A31 ; le signal A30 est remplacé par le signal RMC, actif lorsque l'instruction TestAndSet est exécutée, ce qui limite sa capacité d'adressage à 2 x 1 Go.
Le 68012 ne fut jamais très populaire, le coût supplémentaire induit par le boîtier PGA84 ne le rendant pas intéressant dans la pratique. Les constructeurs informatiques passèrent directement au Motorola 68020 pour l'évolution de leur matériel.